# 2-й Боткинский проезд
2-й Боткинский проезд — проезд в Беговом районе Северного административного округа города Москвы.

## История
Второй Боткинский проезд образован в 1938 г. Был назван так в 1952 г., по случаю празднования 120-летия со дня рождения врача-терапевта и основоположника научной клиники внутренних болезней в России Сергея Петровича Боткина (1832—1889). Второй Боткинский проезд проходит вдоль больницы им. Боткина (до 1920 г. — Солдатёнковская больница — по фамилии её основателя, мецената К. Т. Солдатёнкова). Комплекс зданий больницы построен в 1908—1915 и 1923—1926 годах по проекту архитектора И. А. Иванова-Шица. Прежнее название — 2-й проезд Октябрьского Поля — по расположению на Октябрьском (бывшем Ходынском) поле.

## Расположение
2-й проезд располагается между Беговой улицей и проектируемым проездом № 1087; 1-й Боткинский проезд примыкает в районе дома № 5.

## Примечательные здания и сооружения
Всего зданий: 18 домов; наибольший номер дома — 8с1.

### По нечётной стороне
- № 3 — МНИОИ имени П. А. Герцена, факультет послевузовского профессионального образования врачей МГМУ имени И. М. Сеченова.
- № 5, стр. 1, 6, 8, 9, 11  памятник архитектуры (вновь выявленный объект) — ансамбль Городской больницы имени К. Т. Солдатенкова (1909—1916, архитектор И. А. Иванов-Шиц; 1923—1926; 1937, архитектор Н. В. Гофман-Пылаев). Бесплатная больница для бедных независимо от сословий и религий была построена на деньги предпринимателя и мецената К. Т. Солдатёнкова (1818—1901) согласно его завещанию и открылась 1910 году; 10 десятин земли на Ходынском поле под застройку выделило Московское городское управление в 1903 году. В 1920 году была переименована, ныне это Городская клиническая больница имени С. П. Боткина. Перед зданием в 1992 году установлен памятник-бюст К. Т. Солдатёнкову (1990, скульптор В. Н. Малышкин), на территории — памятник-бюст А. Д. Очкину (1955, скульптор З. И. Азгур, архитектор Я. Б. Белопольский)[2].
- № 7 — Радиологическая клиника Российской медицинской академии последипломного образования.

### По чётной стороне
- № 8 — Инспекция № 14 Федеральной налоговой службы России по САО (обслуживает физических лиц).